# Franco Andreoli
Franco Andreoli (2 de desembre de 1915 - 5 de febrer de 2009) va ser un davanter de futbol suís que va dirigir Suïssa a la Copa del Món de la FIFA de 1950. També va jugar al FC Lugano.